# Jugendsinfonieorchester

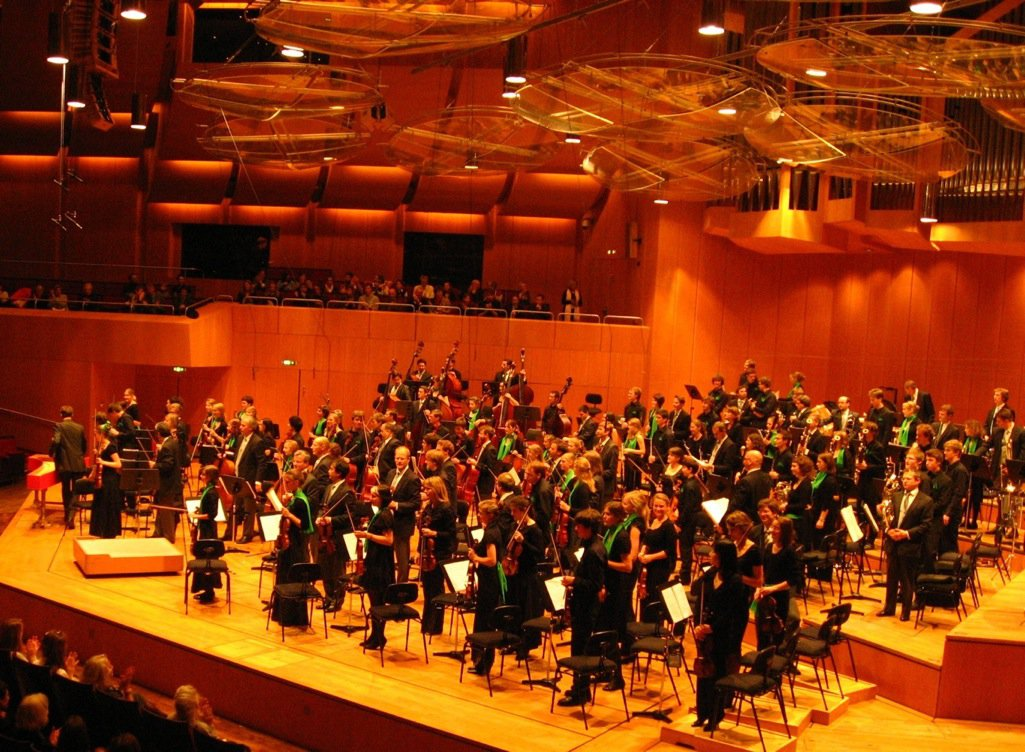
Auftaktkonzert der Orchesterpatenschaft zwischen ODEON-Jugendsinfonieorchester München und den Münchner Philharmonikern am 27. November 2010 in der Philharmonie am Gasteig

Ein Jugendsinfonieorchester stellt eine Sonderform eines Sinfonieorchesters dar und dient der musikalischen Jugendbildung sowie der beruflichen Vorbereitung für zukünftige Orchestermusiker. Im Unterschied zu anderen Formen der Jugendorchester zeichnet es sich durch die sinfonische Besetzung (Streicher, Holzbläser, Blechbläser und Perkussion) aus, die vor allem auf das Repertoire der großen Sinfonien der klassischen Musik ausgerichtet ist. Die Übergänge zu anderen Orchesterformationen sind fließend.

## Organisation, Formen

### Regionale Orchester
Jugendsinfonieorchester sind institutionell auf unterschiedlichen Ebenen verankert. Auf der regionalen Ebene, die eine regelmäßige Probenarbeit ermöglicht, bieten zum einen größere städtische Musikschulen ihren dafür geeigneten Schülern die Möglichkeit neben dem Instrumentalunterricht in einer solchen Formation mitzuwirken. Beispiele sind das Jugendsinfonieorchester Braunschweig, das Jugendsinfonieorchester der Tonhalle Düsseldorf, das Jugendsinfonieorchester der Rheinischen Musikschule in Köln, das Jugendsinfonieorchester Leipzig und das Jugendsinfonieorchester Marzahn-Hellersdorf. Weitere Orchester finden sich z. B. an den Musikschulen in Bochum, Bonn, Solingen, Dresden und Mannheim. Zum anderen bieten auch einige Gymnasien ihren Schülern diese Orchesterformation an, wie die Edertalschule in Frankenberg oder das Georg-Friedrich-Händel-Gymnasium in Berlin. Meist werden die Orchester für Jugendliche im Alter von 14 bis 24 Jahren angeboten. Einige Orchester nehmen schon Kinder ab 12 Jahren auf und auch die obere Altersbegrenzung wird meist nicht starr gehandhabt. Bei den schulischen Sinfonieorchestern ist die Mitwirkung an die Schulzeit gebunden. In den Beschreibungen wird die Freude am gemeinsamen Musizieren als Ziel hervorgehoben, aber die Orchester sind auch leistungsorientiert, veranstalten Konzerte und nehmen an Wettbewerben teil. Oft wird die Bedeutung der Orchester für die spätere Berufslaufbahn als Musiker betont und durch Beispiele belegt. Die vorwiegend wöchentliche Probenarbeit wird meist durch sogenannte Orchesterfreizeiten ergänzt, die auch an anderen Orten mit entsprechenden Proben- und Übernachtungsmöglichkeiten stattfinden können, wie z. B. den Landesmusikakademien. Sie finden häufig zur Intensivierung der Probenarbeit vor den Konzerten statt.

### Überregionale Orchester
In Deutschland werden von den Landesmusikräten Jugendsinfonieorchester auf Landesebene organisiert. Sie verstehen sich als Auswahlorchester. Entsprechend höher ist das Leistungsniveau, welches von den Jugendlichen erwartet wird. Die Probenarbeit ist in Orchesterwochen in den Schulferien organisiert. Die semiprofessionelle Arbeit dieser Landesorchester wird von den Ländern finanziert. Explizit als Sinfonieorchester verstehen sich, unabhängig von der Namensgebung, die Landesjugendorchester in Bayern, Berlin, Brandenburg, Bremen, Hessen, Niedersachsen, im Saarland, in Sachsen-Anhalt und Thüringen. In den übrigen Bundesländern sind die Landesjugendorchester nicht näher auf Besetzung und das entsprechende Repertoire spezifiziert. Gepflegt wird die Zusammenarbeit mit den professionellen Sinfonieorchestern und mit Gastdirigenten und Musikern aus den nicht-klassischen Sparten des Musiklebens.
Auf Bundesebene organisiert der Bundesmusikrat das Bundesjugendorchester. Die Finanzierung der überregionalen Orchester erfolgt durch Landes- und Bundesmittel sowie durch Förderer aus Wirtschaft und Gesellschaft. In anderen Ländern finden sich Jugendsinfonieorchester unterschiedlich auf regionalen und überregionalen Ebenen organisiert (s. Liste unten). Eine Besonderheit stellt das Kinderorchester NRW dar, welches ebenfalls eine sinfonische Besetzung hat und sich an Kinder zwischen zehn und vierzehn Jahren richtet.
Länderübergreifend finden sich Orchesterprojekte, die auch einen gesellschaftlich-politischen Anspruch haben. So wurde das Deutsch-polnische Jugendsinfonieorchesters Görlitz/Zgorzelec auch dazu gegründet, durch ein grenzüberschreitendes Zusammenspiel zur Überwindung der historisch belastenden Vergangenheit der beiden Länder beizutragen. Die Europäische Union veranstaltet das übergreifend organisierte Jugendorchester der Europäischen Union. Bekannt ist das Projekt des West-Eastern Divan Orchestra, in dem israelischen und palästinensische Jugendliche zusammen musizieren.

## Ziele und Erfolge
Die Jugendsinfonieorchester gehören zum Bereich der Laienmusik und werden von den ehemaligen Mitgliedern oft durch die Mitwirkunge in Hochschulorchestern fortgesetzt. Die Zielsetzung bewegt sich, je nach Orchester unterschiedlich, zwischen allgemeinen Zielen der Jugendbildung, denen des Laienmusizierens und einer vorgezogenen Professionalisierung. Die Zusammenarbeit mit den regulären Sinfonieorchestern verdeutlicht den Aspekt, dass die Jugendsinfonieorchester auch der beruflichen Vorbereitung auf eine spätere Berufstätigkeit als Orchestermusiker dienen kann.
Die Jugendsinfonieorchester veranstalten erfolgreich regionale Konzerte, reisen mit den einstudierten Programmen, häufig auch ins Ausland, und werden immer häufiger von professionellen Konzertveranstaltern gebucht. Dadurch erhöht sich der Leistungsdruck und es entsteht eine Konkurrenz der Orchester untereinander, was auch kritisch gesehen wird.

## Jugendbigband
Dem Jugendsinfonieorchester entspricht im Jazzbereich die Jugendbigband, die eine Sonderform einer Bigband darstellt.

## Wettbewerbe, Festivals
Für Jugendsinfonieorchester und Sinfonische Jugendblasorchester wird jährlich ein Orchesterwettbewerb veranstaltet und der Deutsche Jugendorchesterpreis der Jeunesses Musicales Deutschland vergeben. Der Altersdurchschnitt der Orchestermitglieder muss unter 27 Jahren liegen.
Die Jugendsinfonieorchester nehmen auch am Orchesterwettbewerb des Deutschen Musikrats teil.
Der Deutsche Freundeskreis europäischer Jugendorchester e. V. veranstaltet jährlich mit dem Young Euro Classic in Berlin ein internationales Musikfestival für Jugendsinfonieorchester aus aller Welt.

## Liste von Jugendsinfonieorchestern (Auswahl)
(Auswahl der Jugendsinfonieorchester mit Wikipedia-Artikel)

### Deutschland
- Bundesjugendorchester
- Jugendsinfonieorchester Braunschweig
- Jugendsinfonieorchester der Tonhalle Düsseldorf
- Jugendsinfonieorchester Köln
- Jugendsinfonieorchester Leipzig
- Jugendsinfonieorchester Marzahn-Hellersdorf
- Junges Philharmonisches Orchester Niedersachsen (JPON)
- Landesjugendsinfonieorchester Hessen
- Nürnberger Jugendorchester
- Odeon-Jugendsinfonieorchester München

### Österreich
- Gustav Mahler Jugendorchester
- Jugendsinfonieorchester Niederösterreich
- Wiener Jeunesse Orchester

### Schweiz
- Jugendsinfonieorchester Aargau
- Zentralschweizer Jugendsinfonieorchester
- Schweizer Jugendsinfonieorchester

### Venezuela
- Orquesta Sinfónica Simón Bolívar de Venezuela

### Länderübergreifend
- Jugendorchester der Europäischen Union
- West-Eastern Divan Orchestra